# Morfometria jezior
Charakterystyka morfometryczna jezior – ilościowe przedstawienie kształtu i wymiaru misy jeziornej oraz ilości wypełniającej jej wody. Określenie wskaźników morfometrycznych bazuje na dwóch źródłach: dokładna mapa topograficzna oraz plan batymetryczny jeziora. Obszar dna w sferze mieszania określa się mianem „aktywnego dna”, ze względu na jego znacznie większą interakcję z masami wodnymi, silne falowanie ma między innymi ważne znaczenie dla występowania roślinności litoralnej.
Kształt zbiorników może być bardzo różnorodny: niekiedy nawet trudno zdecydować czy mamy do czynienia z jednym jeziorem o wielu „plosach” (czyli częściach mniej lub więcej wyodrębnionych od reszty zbiornika), czy z kilkoma (lub wieloma) zbiornikami połączonymi ze sobą.

## Elementy charakteryzujące zewnętrzne wymiary jeziora
- położenie jeziora – współrzędne geograficzne (α,ß) ustalonego w przybliżeniu środka jeziora. Odczytywana z mapy topograficznej.
- wysokość zwierciadła wody – wysokość nad poziomem morza. Odczytywana z mapy topograficznej.
- powierzchnia jeziora – określa ją miejsce zetknięcia wody z lądem, które wyznacza średni poziom wody ustalony z długiej obserwacji, jest to średnia wartość izobaty 0 m.
- długość maksymalna jeziora – najkrótsza odległość między najbardziej odległymi punktami linii brzegowej mierzona wzdłuż linii nie wychodzącej poza obręb jeziora. Mierzyć należy odcinek linii prostej lub najkrótszej łamanej łączącej najbardziej odległe od siebie punkty jeziora nie wychodzącej poza jej obręb.
- szerokość maksymalna jeziora – największa odległość między przeciwległymi brzegami mierzona prostopadle do linii długości jeziora.
- szerokość średnia – określa stosunek powierzchni jeziora do długości maksymalnej jeziora.
- wskaźnik wydłużenia jeziora – parametr ten daje pogląd na kształt powierzchni jeziora. Im większa jest jego wartość tym jezioro ma bardziej wydłużony kształt.
- długość linii brzegowej jeziora – długość brzegu mierzona wzdłuż izobaty 0 m (wzdłuż linii brzegu).
- rozwinięcie linii brzegowej – określa stosunek długości linii brzegowej do obwodu koła o powierzchni równej powierzchni jeziora.